# Založba Corona
Založba Corona je slovenska glasbena založba, ki jo je ustanovil Dušan Velkaverh. ki je bil pred tem že 12 let direktor glasbene produkcije RTV Slovenija. Založba je bila več let izjemno uspešna, dokler ni pričela prodaja zgoščenk tako upadati, da ni bilo več mogoče poslovati. Leta 2002 se je Dušan Velkaverh upokojil.
Občasno še izdajajo, večinoma ponatise izdaj iz let 1992-2002.
Za Corono pa so med drugimi izdajali tudi Hazard, Agropop, Big Foot Mama, Šukar, Andrej Šifrer, Alfi Nipič, Aleksander Mežek, Mia Žnidarič, Chateau, Primarna...